# Denbighshire
Denbighshire (walisisch: Sir Ddinbych) ist eine Principal Area im Nordosten von Wales. Der Verwaltungssitz befindet sich in Ruthin. Die größten Städte sind Rhyl (25.000 Einwohner) und Prestatyn (15.000 Einwohner) die beide an der Küste liegen, Ruthin dagegen hat nur etwa 5.000 Einwohner.
Denbighshire ist auch eine der 13 traditionellen Grafschaften von Wales, hat als solche aber andere Grenzen als die heutige Principal Area.
Bryneglwys liegt in der südlichen Mitte der Principal Area Denbighshire.

## Orte
- Betws Gwerful Goch
- Bodelwyddan
- Bodfari
- Bontuchel
- Bryneglwys
- Cadwst
- Corwen
- Cwm
- Cynwyd
- Denbigh
- Dyserth
- Graigadwywynt
- Henllan
- Llandrillo
- Llangollen
- Nantglyn
- Pentre Saron
- Prestatyn
- Rhuddlan
- Rhuthun
- Rhyl
- St. Asaph

## Verwaltungsgeschichte
Denbighshire, eine der dreizehn traditionellen Grafschaften von Wales, war bis 1974 auch eine Waliser Verwaltungsgrafschaft. Die Verwaltungsgrafschaft Denbighshire wurde 1974 aufgehoben und auf die drei Districts Colwyn, Wrexham Maelor und Glyndŵr der neugebildeten Grafschaft Clwyd aufgeteilt. Bei der Verwaltungsreform von 1996 wurden Clwyd und seine Districts aufgelöst. Aus dem Großteil des Districts Glyndŵr sowie aus dem District Rhuddlan wurde eine neue Principal Area Denbighshire gebildet. Denbighshire besitzt heute wieder den Status eines County.

Wappen des Denbighshire County Council

## Sehenswürdigkeiten

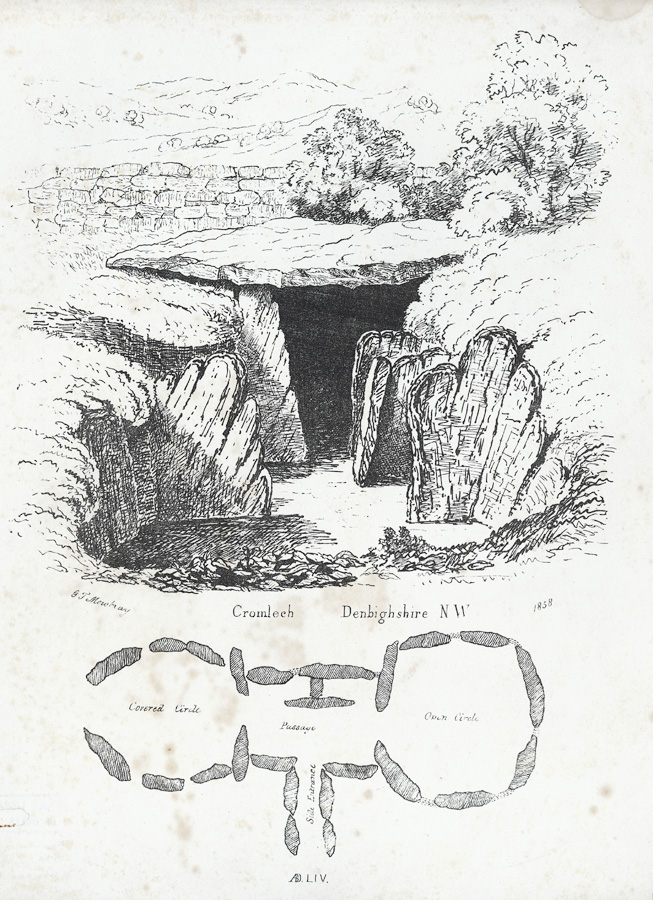
Cromlech, Denbigh

- Cadwst
- Corwen and Bala Railway
- Denbigh Castle
- Denbigh Friary
- Dinas Bran Castle
- Dyserth Castle
- Horseshoe Pass
- Llangollen-Kanal
- Llangollen and Corwen Railway
- Llangollen Motor Museum
- Plas Newydd
- Rhuddlan Castle
- Rhuthun Castle
- Rhyl Botanical Gardens
- Valle Crucis Abbey